# Stripped
《Stripped》는 미국의 가수 크리스티나 아길레라의 네 번째 정규 앨범으로, 2002년 10월 22일 RCA 레코드를 통해 발매되었다. 데뷔 앨범 《Christina Aguilera》(1999)의 틴 팝 스타일에서 벗어나기 위해 아길레라는 이번 앨범에서 음악적으로나 가사적으로나 창의적 통제권을 쥐었고, 대중에게 보여지는 이미지를 바꾸며 자아 페르소나인 Xtina를 구축했다. 음악적으로 《Stripped》는 팝과 알앤비를 기반으로 소울, 록, 힙합, 라틴 등 여러 장르의 영향을 받았으며, 가사에서는 주로 자기 존중을 주제로 하고, 일부 곡은 사랑, 성, 페미니즘을 다루었다. 아길레라는 총괄 프로듀서로서 새로운 협업자들을 다수 영입했다.
발매 당시 《Stripped》는 음악 평론가들로부터 엇갈린 평가를 받았는데, 많은 이들이 앨범의 음악적 방향성이 부족하다고 비판한 반면, 일부는 이 앨범이 "어른들을 위한 앨범에 거의 가까운 작품"이라며 머라이어 캐리나 자넷 잭슨과 비교하기도 했다. 상업적으로는 미국 《빌보드》 200 차트에서 2위로 데뷔했으며, 첫 주 판매량은 33만 장이었다. 미국 음반 산업 협회로부터 다섯 배 플래티넘 인증을 받아 미국 내 출하량 500만 장 이상을 기록했다. 캐나다, 네덜란드, 아일랜드, 뉴질랜드, 영국 등지에서도 상위 5위권에 진입했으며, 특히 영국에서는 그녀의 가장 높은 판매량을 기록한 앨범으로, 2000년대와 밀레니엄 전체를 통틀어 각각 29위와 40위의 판매량을 기록해 총 200만 장 이상을 판매했다. 비록 초기에는 혹평을 받았지만, 《Stripped》는 이후 재평가되며 비평적으로도 찬사를 받았고, 수록곡들과 함께 그래미 어워드 네 개 부문에 노미네이트되어 한 개 부문에서 수상했다. 앨범의 전 세계 판매량은 1,200만 장 이상으로, 21세기 가장 많이 팔린 앨범 중 하나로 손꼽힌다.
이 앨범에서는 다섯 개의 싱글이 발매되었다. 리드 싱글 〈Dirrty〉는 선정적인 뮤직비디오로 논란과 비판을 받았지만, 전 세계 차트에서 히트를 기록했다. 뒤이어 발매된 〈Beautiful〉은 비평가들의 찬사를 받으며 세계적으로 흥행했다. 이후 싱글 〈Fighter〉, 〈Can't Hold Us Down〉, 〈The Voice Within〉 또한 여러 국가에서 톱 텐 히트를 기록했다. 아길레라는 2002년 MTV 유럽 뮤직 어워드, 2003년 1월 아메리칸 뮤직 어워드, 2003년 MTV 비디오 뮤직 어워드 등에서 본 앨범 수록곡들을 라이브로 선보였으며, 2003년에는 앨범 홍보를 위한 두 차례 콘서트 투어 The Justified & Stripped Tour (저스틴 팀버레이크와 공동 진행)와 The Stripped Tour를 개최했다.

## 곡 목록
| #            | 제목                                        | 작사·작곡 | 프로듀서                                     | 재생 시간 |
| ------------ | ------------------------------------------- | --- | -------------------------------------------- | --------- |
| 1.           | 〈Stripped Intro〉                          | |                                              | 1:39      |
| 2.           | 〈Can't Hold Us Down〉 (featuring Lil' Kim) | Christina Aguilera Kimberly Denise Jones Scott Storch Matt Morris                                               | Storch Aguilera [a] E. Dawk [a]              | 4:15      |
| 3.           | 〈Walk Away〉                               | Aguilera Storch Morris                                                                                          | Storch Aguilera [a] E. Dawk [a]              | 5:47      |
| 4.           | 〈Fighter〉                                 | Aguilera Storch                                                                                                 | Storch Aguilera [a] E. Dawk [a]              | 4:05      |
| 5.           | 〈Primer Amor Interlude〉                   | |                                              | 0:53      |
| 6.           | 〈Infatuation〉                             | Aguilera Storch Morris                                                                                          | Storch Aguilera [a] E. Dawk [a]              | 4:17      |
| 7.           | 〈Loves Embrace Interlude〉                 | |                                              | 0:46      |
| 8.           | 〈Loving Me 4 Me〉                          | Aguilera Storch Morris                                                                                          | Storch Aguilera [a] E. Dawk [a]              | 4:36      |
| 9.           | 〈Impossible〉                              | Alicia Keys | Keys                                         | 4:14      |
| 10.          | 〈Underappreciated〉                        | Aguilera Storch Morris                                                                                          | Storch Aguilera [a] E. Dawk [a]              | 4:00      |
| 11.          | 〈Beautiful〉                               | Linda Perry | Perry                                        | 3:58      |
| 12.          | 〈Make Over〉                               | Aguilera Perry Keisha Buchanan Mutya Buena Siobhán Donaghy Felix Howard Cameron McVey Paul Simm Jonathan Lipsey | Perry                                        | 4:12      |
| 13.          | 〈Cruz〉                                    | Perry Aguilera                                                                                                  | Perry                                        | 3:49      |
| 14.          | 〈Soar〉                                    | Aguilera Rob Hoffman Heather Holley                                                                             | Hoffman Holley                               | 4:45      |
| 15.          | 〈Get Mine, Get Yours〉                     | Aguilera Steve Morales Balewa Muhammad David Siegel                                                             | Morales Muhammad [a]                         | 3:44      |
| 16.          | 〈Dirrty〉 (featuring Redman)               | Aguilera Dana Stinson Muhammad Reginald Noble                                                                   | Rockwilder Aguilera Muhammad [a] Cameron [a] | 4:58      |
| 17.          | 〈Stripped Pt. 2〉                          | |                                              | 0:45      |
| 18.          | 〈The Voice Within〉                        | Aguilera Glen Ballard                                                                                           | Ballard                                      | 5:04      |
| 19.          | 〈I'm OK〉                                  | Aguilera Perry                                                                                                  | Perry                                        | 5:18      |
| 20.          | 〈Keep on Singin' My Song〉                 | Aguilera Storch                                                                                                 | Storch Aguilera [a] E. Dawk [a]              | 6:29      |
| 총 재생 시간 | 총 재생 시간                                | 총 재생 시간 | 총 재생 시간                                 | 77:34     |

## 인증
| 국가                                                  | 인증        | 판매량/출하량 |
| ----------------------------------------------------- | ----------- | ------------- |
| 아르헨티나 (CAPIF)                                    | 플래티넘    | 40,000^       |
| 오스트레일리아 (ARIA)                                 | 4× 플래티넘 | 280,000^      |
| 오스트리아 (IFPI 오스트리아)                          | 플래티넘    | 30,000*       |
| 브라질 (Pro-Música Brasil)                            | 골드        | 60,000        |
| 캐나다 (뮤직 캐나다)                                  | 3× 플래티넘 | 300,000^      |
| 덴마크 (IFPI Danmark)                                 | 플래티넘    | 50,000^       |
| 독일 (BVMI)                                           | 플래티넘    | 300,000^      |
| 헝가리 (MAHASZ)                                       | 플래티넘    | 20,000^       |
| 이탈리아 (FIMI)                                       | 골드        | 50,000*       |
| 일본 (RIAJ)                                           | 골드        | 100,000^      |
| 멕시코 (AMPROFON)                                     | 골드        | 75,000^       |
| 네덜란드 (NVPI)                                       | 플래티넘    | 80,000^       |
| 뉴질랜드 (RMNZ)                                       | 2× 플래티넘 | 30,000^       |
| 노르웨이 (IFPI 노르웨이)                              | 플래티넘    | 40,000*       |
| 대한민국                                              | —           | 135,166       |
| 스페인 (PROMUSICAE)                                   | 골드        | 50,000^       |
| 스웨덴 (GLF)                                          | 플래티넘    | 60,000^       |
| 스위스 (IFPI 스위스)                                  | 플래티넘    | 40,000^       |
| 영국 (BPI)                                            | 6× 플래티넘 | 2,050,000     |
| 미국 (RIAA)                                           | 4× 플래티넘 | 4,423,000     |
| 요약                                                  |             |               |
| 유럽 (IFPI)                                           | 3× 플래티넘 | 3,000,000*    |
| *판매량을 기반으로 한 인증 ^출하량을 기반으로 한 인증 |             |               |